# Polnisch-Tschechoslowakischer Grenzkrieg

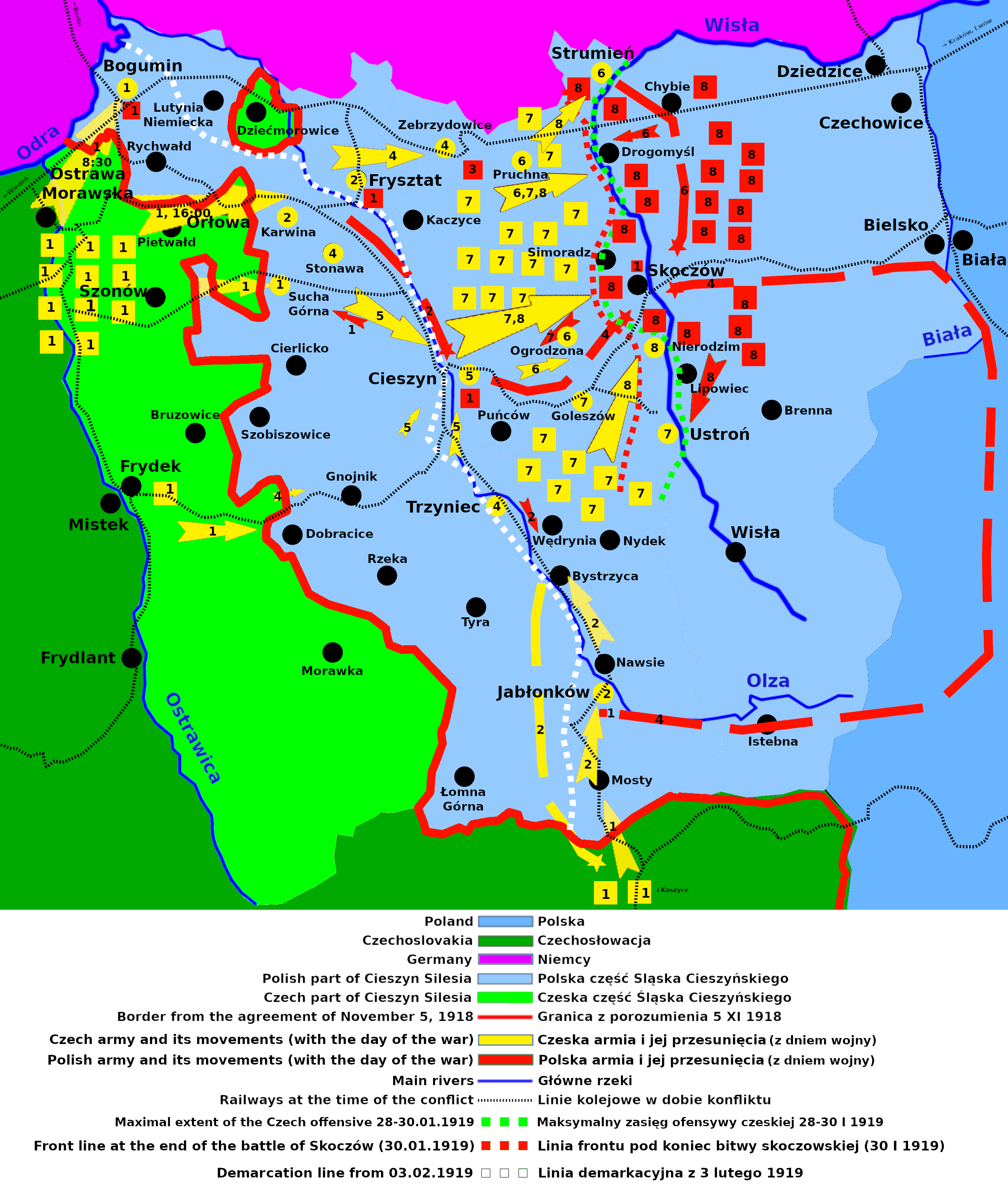
Karte des Polnisch-Tschechoslowakischen Grenzkriegs

Der Polnisch-Tschechoslowakische Grenzkrieg fand vom 23. bis zum 30. Januar 1919 um das Teschener Schlesien (in Österreich von 1870 bis 1920 auch Ostschlesien benannt) statt. Auch nach Beendigung der militärischen Handlungen war der Grenzkonflikt lange Zeit nicht beendet und galt erst ab 1958 als beigelegt. Wegen seiner Kürze wird der Krieg auch als Siebentagekrieg (tschechisch Sedmidenní válka) bezeichnet.

## Vorgeschichte
Infolge des Ersten Weltkrieges kam es zum Zusammenbruch der Vielvölkerstaaten Österreich-Ungarn und Russland. Dadurch entstanden auch die Staaten Polen und die Tschechoslowakei. Der Grenzverlauf zwischen beiden Staaten war auf dem Gebiet des früheren Herzogtums Teschen von Anfang an strittig, weil sowohl die Tschechoslowakei, als auch Polen diese Gebiete beanspruchten. Die Tschechen beriefen sich auf ein historisches Recht, da dieser Teil des ehemaligen Österreichisch-Schlesien historisch zu den Ländern der Böhmischen Krone gehört hatte, und die Polen argumentierten mit dem Nationalitätenprinzip, da die Landbevölkerung überwiegend polnischsprachig war. Die lokalen Nationalräte einigten sich am 5. November 1918 auf eine Grenzziehung entlang der ethnischen Grenze und übernahmen die Verwaltung in den Namen ihrer Staaten.

## Verlauf
Im Vorfeld der polnischen Parlamentswahlen am 26. Januar 1919 erhob Polen erneut seine Ansprüche auf den polnischen Teil vom Teschener Schlesien und ließ am 17. Dezember 1918 Teile der Armee an die Grenze vom 5. November verlegen. Am 18. Dezember nahm die Tschechoslowakische Armee die Hauptstadt der Region, Troppau, ein. Kurz darauf wurden Pläne für einen Angriff auf den polnischen Teil der Region entworfen. Nachdem Polen der Aufforderung zum Abzug seines Militärs nicht nachgekommen war, marschierte die tschechoslowakische Armee unter General Josef Šnejdárek am 23. Januar 1919 in das Gebiet ein, um nun auch den polnischen Teil des Teschener Schlesiens dem tschechoslowakischen Staatsgebiet einzuverleiben. Die militärischen Auseinandersetzungen brachten in der Folge keinem der beiden Staaten entscheidende Vorteile. Während der Schlacht bei Skoczów wurden auf Druck der Entente die vorrückenden tschechoslowakischen Einheiten am 30. Januar 1919 gestoppt. Der Ausbruch des Krieges Polens mit Sowjetrussland führte zum endgültigen Erlöschen der Auseinandersetzungen.

## Folgen
Im Rahmen der Pariser Friedenskonferenz einigten sich beide Parteien auf eine diplomatische Lösung des Grenzkonfliktes. Jedoch blieben die zwischen dem 23. Juli und 30. Juli 1919 im polnischen Krakau durchgeführten Verhandlungen ergebnislos, da die tschechoslowakische Seite die von Polen geforderte Volksabstimmung nur in den Bezirken Freistadt und Teschen strikt ablehnte, da der tschechische Bevölkerungsanteil eine Minderheit darstellte und die für Polen problematische zahlreichste schlonsakische und deutsche Gesellschaft (Bielitz-Bialaer Sprachinsel) im Bezirk Bielitz ausließ. Die Friedenskonferenz folgte dem Vorschlag zur Durchführung des Plebiszits im ganzen Teschener Schlesien.
Da Polen seit Februar 1919 im Osten einen Krieg mit Sowjetrussland führte, war es im Streit mit der Tschechoslowakei kompromissbereiter. In dieser Situation erreichte der tschechoslowakische Außenminister Edvard Beneš die Teilung entlang des Flusses Olsa gegen die Übergabe der umstrittenen Regionen um Zips und Arwa. Am 25. Juni 1920 legte der Botschafterrat der Siegermächte ohne Durchführung der Volksabstimmung den im Grenzvertrag von 1918 genannten Grenzverlauf als verbindlich fest.
Am 28. Juli 1920 kam es zum Abschluss eines diesbezüglichen neuen Grenzvertrages, nachdem beide Regierungen durch die Siegermächte massiv zur Akzeptanz dieser Bedingungen aufgefordert worden waren. Dadurch entstand das Olsagebiet, in der polnischen Geschichtsschreibung Zaolzie ([das Gebiet] hinter der Olsa) bzw. Śląsk Zaolziański ([Schlesien] hinter der Olsa) genannt.
Der Konflikt war damit zwar offiziell beigelegt, aber Polen hatte seine Gebietsansprüche keineswegs aufgegeben. In Folge des Münchner Abkommens stellte es am 1. Oktober 1938 der Tschechoslowakei zunächst ein Ultimatum und besetzte und annektierte tags darauf den tschechischen Anteil im geteilten Olsa-Gebiet. Das strittige Gebiet, das nach der deutschen Besetzung Polens dem Deutschen Reich einverleibt worden war, wurde nach dem Ende des Zweiten Weltkrieges wieder auf der Grundlage der vor 1938 gültigen Grenzen zwischen beiden Staaten geteilt.
Endgültig beendet wurde der Konflikt am 2. Juni 1958, als die Volksrepublik Polen auf ihren Gebietsanspruch verzichtete und mit der Tschechoslowakei den Grenzverlauf an der Olsa in einem Grenzvertrag bestätigte.